# Cảng Tân Cảng - Cái Mép
Cảng Quốc tế Tân Cảng - Cái Mép (Tên giao dịch: Tan Cang - Cai Mep International Terminal Co., Ltd - Tên viết tắt: TCIT) là một cảng container trong cụm Cảng Thị Vải - Cái Mép. Cảng do Tổng Công ty Tân Cảng Sài Gòn đầu tư phát triển và giao cho công ty thành viên là Công ty Cổ phần Tân Cảng – Cái Mép vận hành. Quá trình thi công bắt đầu từ đầu năm 2007. Tổng vốn đầu tư là 4.253 tỷ đồng. Cảng được đưa vào sử dụng từ ngày 16 tháng 3 năm 2011.
Cảng Quốc tế Tân Cảng - Cái Mép có 3 đối tác nước ngoài bao gồm hãng tàu MOL của Nhật Bản, hãng tàu Wan Hai của Đài Loan và hãng tàu Hanjin của Hàn Quốc (Công ty Hanjin Transportation).
Cảng nằm trên bờ trái của Sông Thị Vải, thuộc địa phận phường Tân Phước, thị xã Phú Mỹ, tỉnh Bà Rịa – Vũng Tàu. Cảng có độ sâu luồng tàu là 14 mét, độ sâu khu bực bến cảng -16,8 mét, vũng quay tàu rộng 500 mét, cho phép cảng tiếp nhận tàu lên đến 160.000 DWT. Hiện, cảng có năng lực tiếp nhận 1,8 triệu TEU mỗi năm. Với vị trí địa lý gần ngã ba sông Thị Vải, cách trạm hoa tiêu Vũng Tàu 18 hải lý, Cảng Quốc tế Tân Cảng - Cái Mép là nơi giao thương giữa Việt Nam và các Châu lục như Châu Mỹ, Châu Âu, Châu Á,...
Tuyến giao thông đường bộ chính nối với Cảng Tân Cảng - Cái Mép là Quốc lộ 51.
Hiện tại công ty có trụ sở chính tại Tân Phước - Phú Mỹ - tỉnh Vũng Tàu, và văn phòng đại diện tại Quận Bình Thạnh - TP Hồ Chí Minh.

## Các dịch vụ
- Dịch vụ bảo dưỡng và sửa chữa M&R
- Dịch vụ cung ứng tàu biển
- Dịch vụ kiểm tra container lạnh
- Dịch vụ kiểm đếm và xếp dỡ hàng hóa
- Dịch vụ khai thác cảng
- Dịch vụ vệ sinh taùu biển
- Dịch vụ trung chuyển container
- Dịch vụ kiểm hóa bằng máy soi chiếu

## Trang thiết bị
| Cơ sở hạ tầng                 | Tính đến thời điểm hiện tại |
| ----------------------------- | --------------------------- |
| Sức chứa bãi                  | 51.500 TEUs                 |
| Chiều dài cầu bến             | 890m                        |
| Độ sâu (m)                    | -14 luồng -16.8 trước bến   |
| Cẩu bờ                        | Bao gồm 10 cẩu              |
| Cẩu bãi                       | 22 e-RTGs (6+1)             |
| Cẩu sà lan                    | 3 bến * 3 cẩu               |
| Xe nâng hàng                  | 5 chiếc                     |
| Xe nâng rỗng                  | 5 chiếc                     |
| Xe đầu kéo                    | 76 chiếc                    |
| Ổ cắm điện lạnh               | 1.080 ổ                     |
| Đường kính vùng quay trở      | 500 m                       |
| Công suất sử dụng bãi         | 70%                         |
| Công suất sử dụng bến (tàu mẹ | 60 %                        |

## Các cột mốc đáng nhớ
- Tháng 04/2023: Ngành vận tải đạt một kỷ lục mới về năng suất xếp dỡ với sản lượng đạt 97.71 container/giờ, thông qua việc thực hiện việc bốc tàu Mol Advantage đã được thiết lập từ tháng 4 năm 2013.
- 15/01/2021: Cảng Tân Cảng - Cái Mép chính thức đi vào hoạt động và đón chuyến tàu đầu tiên.
- 16/03/2011: Khai trương Cảng Tân Cảng - Cái Mép
- 28/11/2016: Đạt cột mốc TEU thứ 1.000.000 thông qua trong năm
- 07/12/2018: Đạt cột mốc TEU thứ 1.500.000 thông qua trong năm.
- 13/02/2019: Thiết kế kỷ lục xếp dỡ mới trong ngành khai thác cảng Việt Nam với năng suất xếp dỡ 207,36 container/giờ khi làm hàng cho tàu Express Berlin thuộc tuyến dịch vụ FE5 (tuyến dịch vụ kết nối Việt Nam - châu Âu).
- 17/12/2020: Đạt cột mốc TEU thứ 2.000.000 thông qua trong năm.
- 2020: Tiếp nhận thành công siêu tàu container Margrethe Maersk có trọng tải đến 214.000 DWT và có sức chở lên đến 20.000 TEUs, dài 399.23m, rộng 59m.
- 10/06/2021: Đã thiết lập một kỷ lục sản lượng xếp dỡ mới trên tàu mẹ khi tổng cộng có 14.235 TEU (1 TEU = 1 container 20 feet) container được xếp dỡ trên con tàu Meishan Bridge. Trong số này, có 7.014 TEU là container nhập khẩu và 7.221 TEU là container được xuất lên tàu.
- 7/7/2022: Đạt cột mốc TEU thứ 15.000.000 thông qua kể từ khi đi vào hoạt động.
- 2021: Thiết lập kỷ lục năng suất xếp dỡ lên đến 238.08 container/giờ/ tàu cho tàu One Columbia trong tháng 12.

## Giải thưởng
- Giải thưởng Cảng xanh 2020 ( Công nhận bởi Hội đồng mạng lưới dịch vụ Cảng APEC (APSN))
- Top 100 cảng container hàng hóa lớn nhất thế giới ( Xếp hạng bởi Tạp chí hàng hải Lloyd's List của Anh)
- 14/10/2022, đón nhận Huân chương lao động hạng Ba trong ngày kỉ niệm 15 năm ngày truyền thống công ty.